# Martín Mundaca
Martín Andrés Mundaca Barraza (Ovalle, Chile, 8 de enero de 2007) es un futbolista chileno que juega de delantero y su actual club es Coquimbo Unido de la Primera División de Chile.

## Trayectoria

### Coquimbo Unido
Oriundo de Ovalle, inició su carrera a los 8 años jugando en la Academia de Fútbol Municipal Ovalle.A los 13 años paso a las divisiones inferiores de Universidad de Chile, siendo desechado por su baja estatura. Regresó a Municipal Ovalle, además participó en la Copa Milo Regional 2019 de Fútbol Mixto, donde reforzó a la Escuela José Tomás Ovalle, en donde llamó la atención de Coquimbo Unido. 
Tras incorporarse a las divisiones inferiores del conjunto coquimbano, cuando durante un entrenamiento del primer equipo el entrenador Fernando Díaz necesitaba de un jugador para completar los entrenamientos. Tras destacar en los trabajos, entrenó nuevamente con el primer equipo, lo que determinó luego que fuera citado para el partido ante Audax Italiano.
El 28 de marzo de 2024 debutó profesionalmente, siendo titular en victoria de Coquimbo Unido ante Audax Italiano.Para la fecha siguiente, marcó dos goles en la victoria ante Cobreloa por 2:1, siendo el primer jugador de 17 en marcar un doblete por el torneo de Primera División desde Alexis Sánchez en el Torneo Apertura 2006.

## Estadísticas
| Club                   | Div.             | Temporada        | Liga  | Liga  | Copas nacionales | Copas nacionales | Torneos internacionales | Torneos internacionales | Total | Total |
| Club                   | Div.             | Temporada        | Part. | Goles | Part.            | Goles            | Part.                   | Goles                   | Part. | Goles |
| ---------------------- | ---------------- | ---------------- | ----- | ----- | ---------------- | ---------------- | ----------------------- | ----------------------- | ----- | ----- |
| Coquimbo Unido · Chile | 1.ª              | 2024             | 17    | 3     | 5                | 1                | 2                       | 0                       | 24    | 4     |
| Coquimbo Unido · Chile | 1.ª              | 2025             | 0     | 0     | 1                | 0                | —                       | —                       | 1     | 0     |
| Coquimbo Unido · Chile | Total club       | Total club       | 17    | 3     | 6                | 1                | 2                       | 0                       | 25    | 4     |
| Total en carrera       | Total en carrera | Total en carrera | 17    | 3     | 6                | 1                | 2                       | 0                       | 25    | 4     |
| 1. 2. 3.               |                  |                  |       |       |                  |                  |                         |                         |       |       |